# Pleurothallis anthrax
Pleurothallis anthrax es una especie de orquídea de la tribu Epidendreae que pertenece a la familia Orchidaceae.

## Distribución y hábitat
Encontrado en Colombia y Venezuela en las laderas de los Andes orientales en alturas de 2100 a 2600 m s. n. m.

## Descripción
Es una planta de pequeño tamaño, caespitosa y epífita con delgados y erectos ramicauls,  envuelto en  3 a 4 vainas tubulares en la base con una única hoja, apical, rígida, coriácea, erecta, aovada, de base redondeada, es una hoja cordiforme que florece en invierno con un conjunto de flores solitarias sucesivas y reclinables.

## Taxonomía
Pleurothallis anthrax fue descrita por John Lindley y publicado en Orquideología; Revista de la Sociedad Colombiana de Orquideología 14(2): 130. 1981.
Etimología
Pleurothallis: nombre genérico que deriva de la palabra griega  'pleurothallos', que significa "ramas parecidas a costillas". Esto se refiere a la similitud de las costillas de los tallos de muchas de sus especies.
anthrax: epíteto griego de ανϑραξ, ακοϛ que significa "carbón" y se refiere a la mancha en la parte anterior del lóbulo de labio.
Sinonimia
- Ancipitia anthrax (Luer & R.Escobar) Luer 2004.[1][4][5]